# هيئة علماء الصومال
هيئة علماء الصومال (بالصومالية: Hay'adda culimada soomaaliyeed) أو "رابطة العلماء" أو "رابطة علماء الصومال": هيئة تجمع علماء الصومال من التيارات المختلفة وتسعى لإيجاد مخرج للأزمة الصومالية الراهنة

## النشأة
بدأت الهيئة على شكل لجنة سميت بـ"لجنة المصالحة وتصحيح الأخطاء" بعد الخلاف الذي اندلع بين قيادات تحالف إعادة تحرير الصومال في مايو/ أيار 2008، وانعقد أول مؤتمر للهيئة في مدينة برعو شمال الصومال، وتجولوا بعد المؤتمر في كل المحافظات والمدن الكبيرة داخل الصومال وصولاً إلى مقديشو ليلتقوا خلالها بقيادات المقاومة حتى يحولوا دون التأثر بالخلاف الذي وقع بين القيادات السياسية للتحالف واتحاد المحاكم الإسلامية، تأسست الهيئة بشكل رسمي في فبراير عام 2010 وانتخب الشيخ بشير أحمد صلاد رئيسا للهيئة، والشيخ نور بارود نائبا له، وذلك بعد تأزم الموقف بعد اختيار شريف شيخ أحمد رئيسا للصومال، وإعلان بعض حلفائه من الإسلاميين الحرب عليه بذريعة التعاون مع العدو.

## المنهج
تنتهج هيئة علماء الصومال التي تضم نسبة كبيرة من العلماء والشيوخ الصوماليين منهجاً وسطياً سلمياً، تركز فيه أكثر على أن تكون منبراً علمياً ودعوياً، كما أن الهيئة دعت مراراً إلى نبذ العنف والمصالحة وجمع الأطراف المتصارعة على طاولة الحوار للخروج بحل نهائي، كما أن الهيئة شكلت حلقة وصل بين الحكومة الفيدرالية والحركات الإسلامية التي رفضت التعامل معها في الفترة ما بين 2009 و2012.

## الموقف منحركة الشباب
اعتبرت هيئة علماء الصومال حركة الشباب حركة إرهابية يحرم التعامل معهم، أو مساعدتهم، ودعت الهيئة حركة الشباب إلى وقف القتال وحقن الدماء وردت الحركة باغتيال عدد من أعضاء هيئة علماء الصومال من ضمنهم: الشيخ الدكتور أحمد حاج عبد الرحمن والشيخ عبد القادر نور فارح والشيخ عبد الناصر حاج أحمد، والشيخ آدم معلم عبدالله كما حاولت اغتيال آخرين منهم رئيس الهيئة الشيخ بشير صلاد

## روابط خارجية
اختتام ملتقى هيئة علماء الصومال